# Quadrângulo de Thaumasia

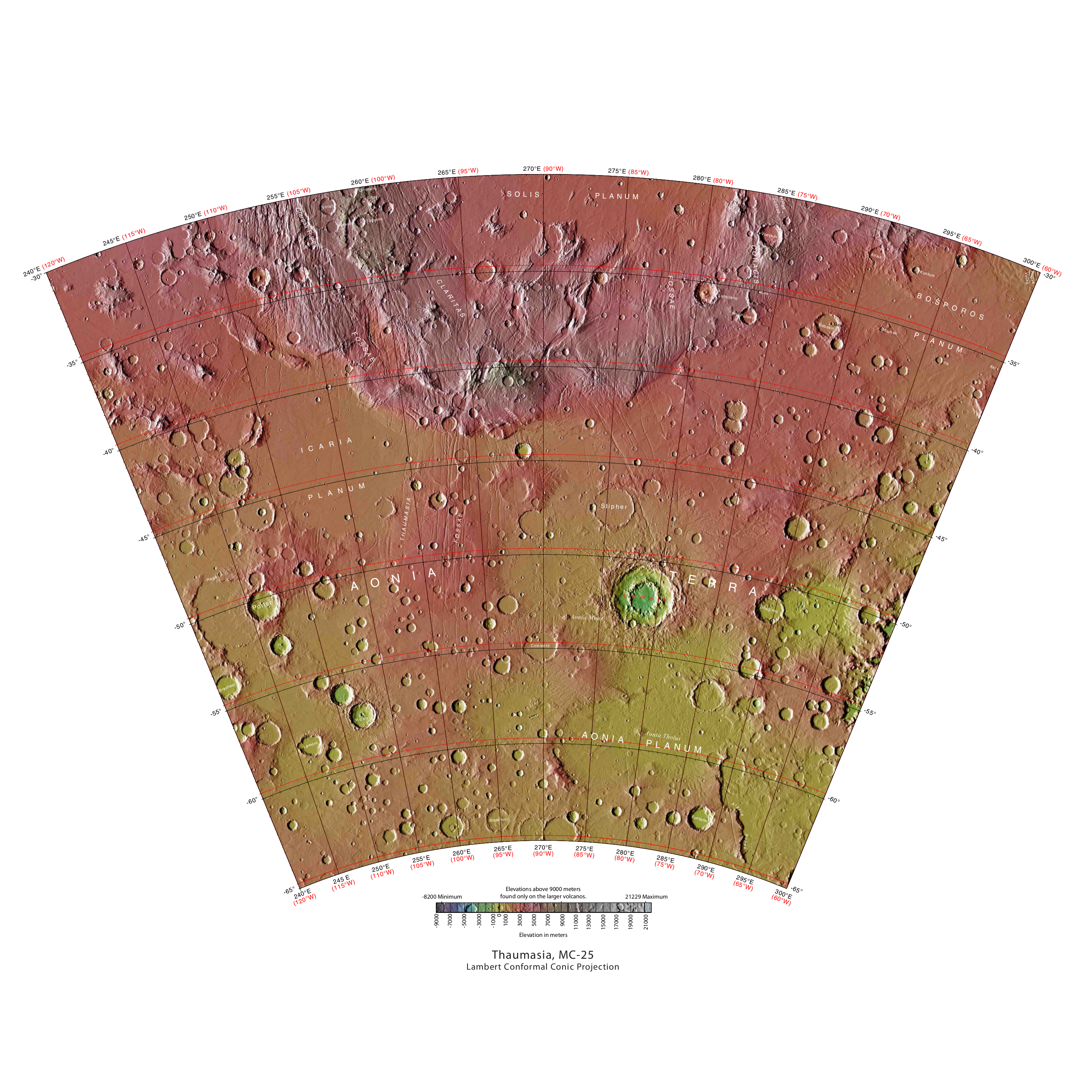
Quadrângulo de Thaumasia

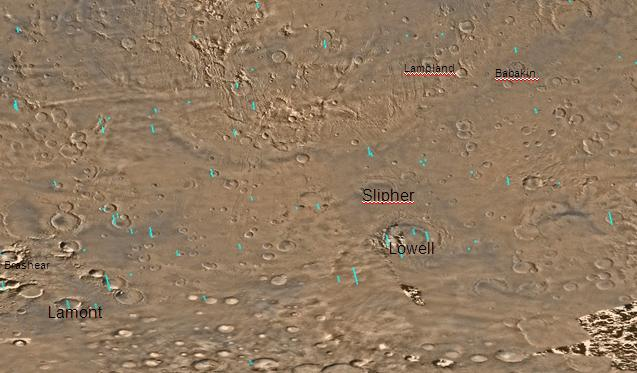
Mapa do quadrângulo de Thaumasia com as principais formações indicadas.

O quadrângulo de Thaumasia é um de uma série de 30 quadrângulos em Marte estabelecidos pelo Programa de Pesquisa de Astrogeologia do Serviço Geológico dos Estados Unidos (USGS em inglês). Também pode-se referir ao quadrângulo Thaumasia como MC-25 (Mars Chart-25).
O quadrângulo de Thaumasia cobre uma área que vai de 30° a 65 ° latitude sul e de 60° a 120 ° longitude oeste em Marte.

## Dunas de areia
Muitos locais em Marte apresentam dunas de areia. Algumas crateras em Thaumasia exibem manchas escuras em seu interior. Fotografias de alta resolução mostram que as marcas escuras são dunas de areia.  Essas dunas de areia escuras provavelmente contém basalto, uma rocha ígnea. A cratera Brashear, e suas dunas escuras, é ilustrada abaixo.

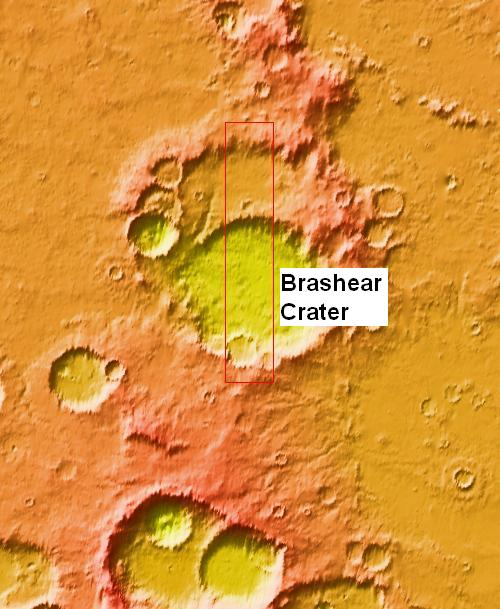
Mapa topográfico do MOLA da cratera cratera Brashear.
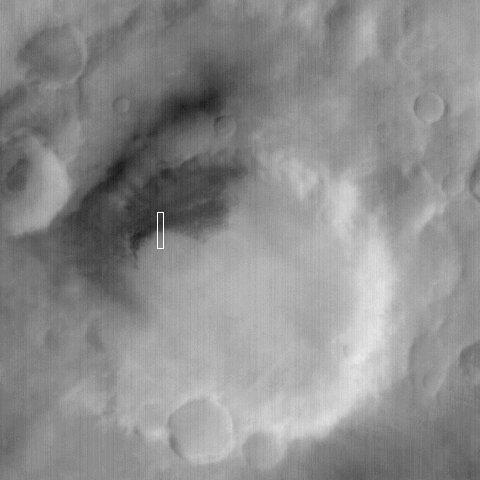
Imagem em contexto da Mars Global Surveyor mostrando a localização da próxima magem.
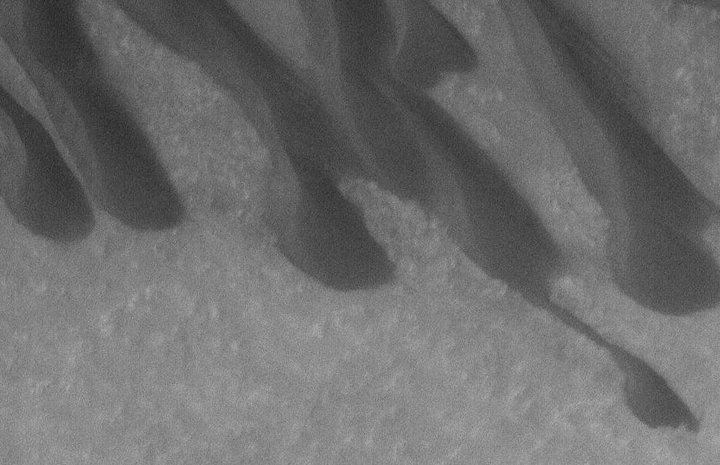
Imagem da Mars Global Surveyor de parte da área da fotografia anterior. Manchas escuras são dunas de areia.

## Ravinas marcianas
Ravinas são comuns em algumas partes de Marte. Elas ocorrem em encostas íngremes, especialmente nas paredes das crateras. Acredita-se que as ravinas sejam relativamente jovens por possuírem poucas ou nenhuma cratera, e elas se situam no topo de dunas de areia que são em si jovens.  Geralmente, cada ravina possui uma alcova, um canal e uma placa. Apesar de muitas ideias terem sido propostas para explicá-las, as mais populares envolvem água líquida originária de um aquífero ou impressões de antigas geleiras.
Há evidências para ambas as teorias. A maioria das alcovas das ravinas ocorrem no mesmo nível, tal como se esperaria de um aquífero. Várias medições e cálculos demonstram que água líquida poderia existir em um aquífero nas profundidades em que as voçorocas geralmente se iniciam. Uma variação desse modelo é a tese de que o magma montante poderia ter derretido o gelo fazendo com que a água fluísse em aquíferos. Aquíferos são camadas que permitem que a água flua. Eles podem consistir em arenito poroso. Essa camada poderia ser estar situada acima de outra camada que evitaria que a água fluísse mais abaixo (em termos geológicos dir-se-ia impermeável). A única direção em que a água aprisionada poderia fluir seria horizontalmente.  A água poderia então fluir para a superfície em um ponto em que o aquífero encontra um limite, como a parede de uma cratera.  Aquíferos são muito comuns na Terra. Um bom exemplo é a "Weeping Rock" no Parque Nacional de Zion em Utah, Estados Unidos.
Por outro lado há evidências para a teoria alternativa, pois grande parte da superfície de Marte é coberta por um manto fofo espesso, o qual se acredita ser uma mistura de gelo e poeira. O manto rico em gelo, com espessura de poucos metros, faz com que a superfície fique mais fofa, mas há locais em que esta apresenta uma superfície desnivelada, lembrando a superfície de uma bola de basquete.  Sob certas condições o gelo poderia derreter e fluir encosta abaixo, criando ravinas.  Por haver poucas crateras nesse manto, conclui-se que o manto é relativamente jovem. Uma excelente vista deste manto é a imagem da borda da cratera Ptolemaeus, vista pela HiRISE.
O manto rico em gelo pode ser resultado de mudanças climáticas. Mudanças na órbita e inclinação de Marte provocam mudanças significativas na distribuição de gelo de água desde regiões polares até as latitudes equivalentes às do Texas.  Durante certos períodos climáticos o vapor d’água escapa da capa polar e vai para a atmosfera. A água retorna ao solo em latitudes mais baixas na forma de depósitos ou gelo misturado generosamente com a poeira. A atmosfera de Marte contém uma grande quantidade de finas partículas de poeira. O vapor d’água se condensa sobre as partículas, então as partículas maiores carregadas de água caem no solo. Quando a obliquidade de Marte atinge seu ponto máximo, mais de 2 cm de gelo pode ser removido da capa glacial de verão e depositado nas latitudes médias. Este movimento de água poderia durar por milhares de anos e criar uma camada de neve com mais de 10 metros de espessura. Quando o gelo no topo da camada superficial volta para a atmosfera, ela deixa a poeira para trás, isolando o gelo residual.  Medições das altitudes e inclinações das ravinas dão suporte à ideia de que bolsões de gelo ou geleiras estão associados às ravinas. Encostas mais inclinadas fazem mais sombra, o que ajudaria a preservar o gelo.
Elevações mais altas possuem muito menos ravinas pois o gelo tenderia a se sublimar mais no ar da alta altitude. Poucas ravinas são encontradas na região de Thaumasia; no entanto, algumas estão presentes em áreas mais baixas como a ilustrada ao lado da cratera cratera Ross.

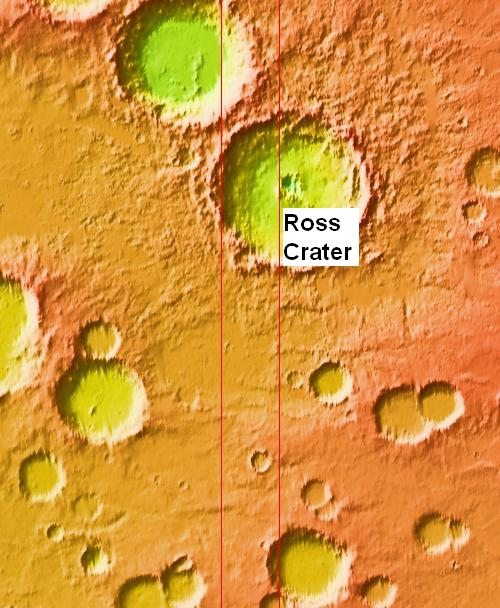
Mapa topográfico do MOLA da cratera Ross.
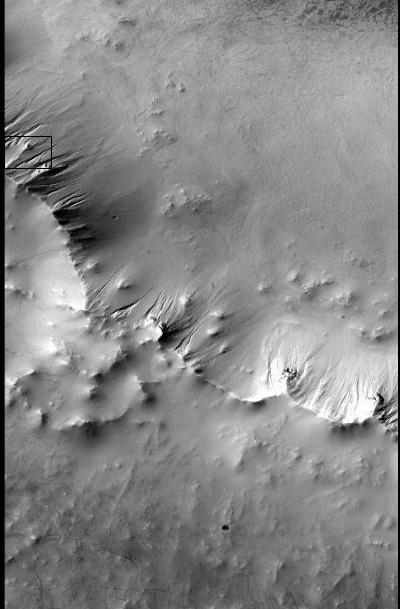
Imagem do CTX de parte da cratera Ross Crater mostrando o contexto da próxima imagem da HiRISE.
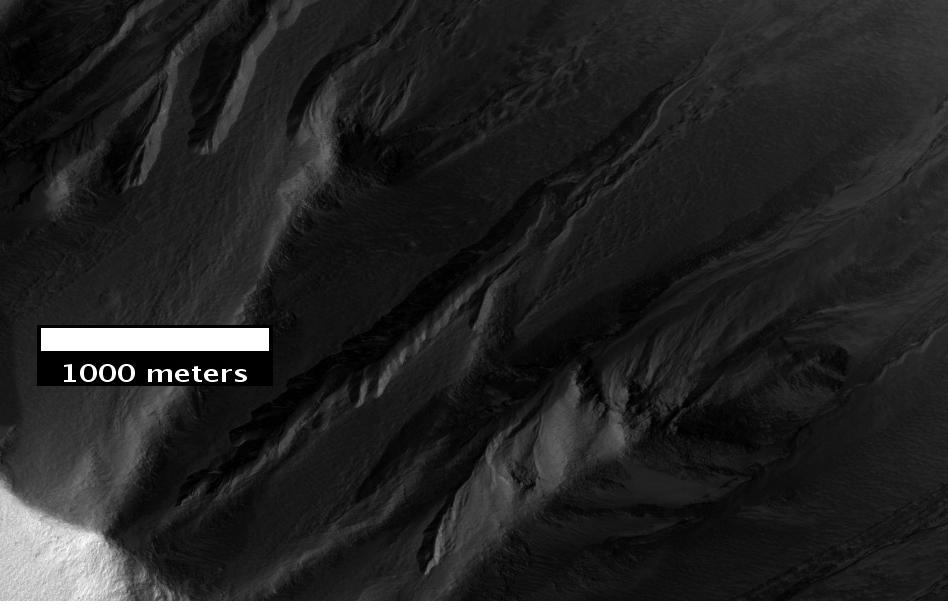
Ravinas na cratera Ross, visto pela HiRISE sob o programa HiWish.

A terceira teoria poderia ser possível tendo em vista que mudanças climáticas podem ser o bastante para permitir o gelo no solo se derreta formando assim as ravinas. Durante um clima mais ameno, os primeiros metros poderiam thaw e produzir um "fluxo de detritos" similar àqueles da seca e gelada costa oriental de Groenlândia. Como as ravinas ocorrem em encostas íngremes apenas um pequeno decréscimo no esforço cortante das partículas do solo é o bastante para iniciar o fluxo. Pequenas quantidades de água líquida de gelo derretido do solo poderia ser o bastante.  Cálculos demonstram que um terço de um milímetro de escoamento pode ser produzido a cada dia por  50 dias em cada ano marciano, mesmo sob as condições atuais.

## Warrego Valles
Imagens dos orbitadores Mariner 9 e Viking revelaram uma rede de vales ramificados em Thaumasia chamada Warrego Valles. Essas redes são evidências de que Marte possa ter tido outrora um ambiente mais aquecido, húmido, tendo talvez precipitação na forma de chuva ou neve. À primeira vista essas redes lembram os vales fluviais na Terra. Mas imagens mais nítidas de câmeras mais avançadas revelam que os vales não são contínuos. Eles são muito antigos e passaram por processos erosivos.  A primeira imagem na galeria abaixo mostra um desses vales ramificados.

## Galeria

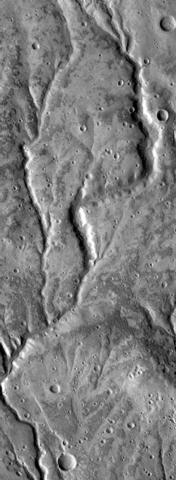
Canais próximos a Warrego Valles, visto pela THEMIS.  Esses canais ramificados são uma forte evidência para cursos d'água em Marte, talvez num período mais aquecido.
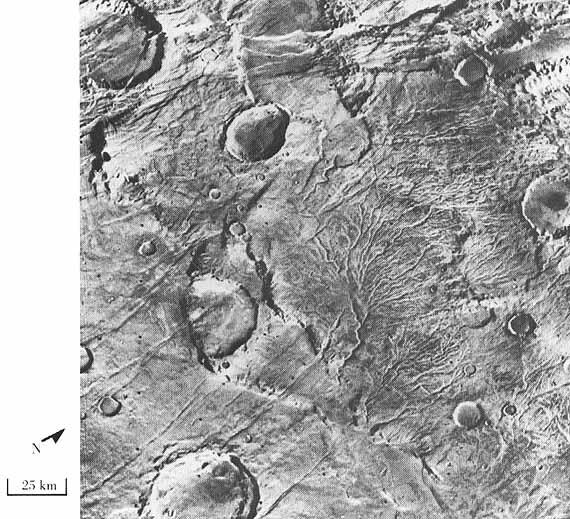
Canais ramificados no quadrângulo de Thaumasia, visto pelo orbitador Viking. Essas redes de canais são evidências de chuvas no passado de Marte.
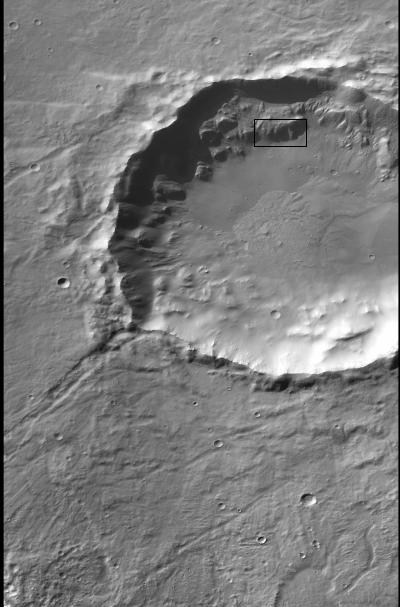
Imagem do CTX de um manto em camadas. Este manto foi provavelmente formado pela precipitação de poeira e neve em épocas diferentes.